# 曹珪
曹珪（1475年—？），字廷獻，號南坡，湖廣黃州府黃岡縣人，民籍，明朝政治人物。

## 生平
弘治十四年（1501年）辛酉科湖廣鄉試第十名舉人。正德六年（1511年）辛未科進士。初授桐庐县知县，调任海宁县。十一年（1516年）十月选授山东道試监察御史，十四年巡按广西，十六年巡按陕西。著有《南坡奏议》。

## 家族
曾祖曹鎮；祖父曹良輔；父曹儀，母巢氏；繼母邵氏。重庆下。弟曹璽（舉人）。

## 延伸阅读
[在维基数据编辑]